# Fußball-Regionalliga (Jugend)
Die Fußball-Regionalliga ist bei der männlichen A- und B-Jugend die zweithöchste und bei der männlichen C-Jugend die höchste Spielklasse.

## Männliche A-Junioren
1987 führte der Norddeutsche Fußballverband als erster Regionalverband eine Regionalliga ein. Die anderen Regionalverbände zogen erst 1996 (der Nordosten bereits ein Jahr davor) nach, als der DFB die Einführung von fünf Regionalligen als höchste Spielklasse im Bereich der männlichen A-Jugend beschloss. Im Jahre 2003 wurde die dreigleisige A-Junioren-Bundesliga eingeführt. Mit diesem Schritt wurden die Regionalligastaffeln West und Süd aufgelöst. Die übrigen drei Staffeln werden weitergeführt, allerdings nunmehr als zweithöchste Spielklasse.
Die Saison 2019/20 konnte aufgrund der COVID-19-Pandemie ab März 2020 nicht mehr fortgeführt werden. Bis dahin hatten die Mannschaften der Nord-Staffel 15 bis 17, die der Südwest-Staffel 14 oder 15 und die der Nordost-Staffel 16 bis 18 Spiele absolviert. Daher wurden die Platzierungen mittels einer Quotientenregelung (Punkte geteilt durch Spiele) ermittelt. Die Saison 2020/21 konnte wegen der Corona-Pandemie ab November 2020 nicht fortgeführt werden. Da nur wenige Spiele absolviert worden waren, wurde die Saison nicht gewertet.
| Jahr | Nord                     | West                | Südwest              | Süd               | Nordost                 |
| ---- | ------------------------ | ------------------- | -------------------- | ----------------- | ----------------------- |
| 1988 | Hamburger SV             | ---                 | ---                  | ---               | ---                     |
| 1989 | Hamburger SV             | ---                 | ---                  | ---               | ---                     |
| 1990 | Werder Bremen            | ---                 | ---                  | ---               | ---                     |
| 1991 | Werder Bremen            | ---                 | ---                  | ---               | ---                     |
| 1992 | Werder Bremen            | ---                 | ---                  | ---               | ---                     |
| 1993 | Hamburger SV             | ---                 | ---                  | ---               | ---                     |
| 1994 | Werder Bremen            | ---                 | ---                  | ---               | ---                     |
| 1995 | Werder Bremen            | ---                 | ---                  | ---               | ---                     |
| 1996 | Werder Bremen            | ---                 | ---                  | ---               | FC Carl Zeiss Jena      |
| 1997 | Hamburger SV             | Borussia Dortmund   | 1. FC Kaiserslautern | VfB Stuttgart     | Reinickendorfer Füchse  |
| 1998 | FC St. Pauli             | Borussia Dortmund   | 1. FSV Mainz 05      | FC Augsburg       | Tennis Borussia Berlin  |
| 1999 | Werder Bremen            | KFC Uerdingen 05    | 1. FC Kaiserslautern | VfB Stuttgart     | Hertha BSC              |
| 2000 | Werder Bremen            | Bayer 04 Leverkusen | 1. FC Kaiserslautern | VfB Stuttgart     | Tennis Borussia Berlin  |
| 2001 | Werder Bremen            | Bayer 04 Leverkusen | 1. FC Kaiserslautern | FC Bayern München | Hertha BSC              |
| 2002 | Hamburger SV             | FC Schalke 04       | 1. FC Kaiserslautern | FC Bayern München | Hertha BSC              |
| 2003 | VfL Wolfsburg            | VfL Bochum          | 1. FC Kaiserslautern | TSV 1860 München  | Hansa Rostock           |
| 2004 | Holstein Kiel            | ---                 | Eintracht Trier      | ---               | Energie Cottbus         |
| 2005 | VfL Osnabrück            | ---                 | Eintracht Trier      | ---               | 1. FC Union Berlin      |
| 2006 | Holstein Kiel            | ---                 | 1. FSV Mainz 05      | ---               | Chemnitzer FC           |
| 2007 | Eintracht Braunschweig   | ---                 | TuS Koblenz          | ---               | FC Carl Zeiss Jena      |
| 2008 | VfL Osnabrück            | ---                 | 1. FC Saarbrücken    | ---               | 1. FC Union Berlin      |
| 2009 | Holstein Kiel            | ---                 | 1. FC Saarbrücken    | ---               | Hallescher FC           |
| 2010 | VfB Oldenburg            | ---                 | 1. FC Saarbrücken    | ---               | Hertha Zehlendorf       |
| 2011 | FC St. Pauli             | ---                 | 1. FC Saarbrücken    | ---               | FC Rot-Weiß Erfurt      |
| 2012 | Holstein Kiel            | ---                 | FK Pirmasens         | ---               | FC Carl Zeiss Jena      |
| 2013 | VfB Lübeck               | ---                 | 1. FC Kaiserslautern | ---               | 1. FC Union Berlin      |
| 2014 | Eintracht Braunschweig   | ---                 | 1. FC Saarbrücken    | ---               | RB Leipzig              |
| 2015 | TSV Havelse              | ---                 | 1. FC Kaiserslautern | ---               | Energie Cottbus         |
| 2016 | VfL Osnabrück            | ---                 | 1. FC Kaiserslautern | ---               | Dynamo Dresden          |
| 2017 | Niendorfer TSV           | ---                 | Eintracht Trier      | ---               | 1. FC Union Berlin      |
| 2018 | TSV Havelse              | ---                 | SV Elversberg        | ---               | 1. FC Magdeburg         |
| 2019 | Holstein Kiel            | ---                 | SV Elversberg        | ---               | Energie Cottbus         |
| 2020 | VfL Osnabrück            | ---                 | 1. FC Saarbrücken    | ---               | FC Viktoria 1889 Berlin |
| 2021 | Keine Meister            | Keine Meister       | Keine Meister        | Keine Meister     | Keine Meister           |
| 2022 | JLZ Emsland im SV Meppen | ---                 | Eintracht Trier      | ---               | Berliner AK             |
| 2023 | VfL Osnabrück            | ---                 | 1. FC Kaiserslautern | ---               | FC Carl Zeiss Jena      |
| 2024 | Holstein Kiel            | ---                 | TSV Schott Mainz     | ---               | Berliner AK             |

## Männliche B-Junioren
Nach den guten Erfahrungen mit der Regionalliga für die männliche A-Jugend wurde 1998 auch bundesweit die Regionalliga für die männliche B-Jugend eingeführt. 2007 wurde ebenfalls nach Vorbild der A-Jugend die über der Regionalliga rangierende B-Jugend-Bundesliga eingeführt.
Die Saison 2019/20 konnte aufgrund der COVID-19-Pandemie ab März 2020 nicht mehr fortgeführt werden. Bis dahin hatten die Nord- und Südwest-Staffel 18 bzw. 17 Spieltage absolviert. In der Nordost-Staffel hatten die Vereine 17 oder 18 Spiele absolviert, weshalb die Platzierung mittels einer Quotientenregelung (Punkte geteilt durch Spiele) ermittelt wurde. Die Saison 2020/21 konnte wegen der Corona-Pandemie ab November 2020 nicht fortgeführt werden. Da nur wenige Spiele absolviert worden waren, wurde die Saison nicht gewertet.
| Jahr | Nord                   | West                     | Südwest                 | Süd               | Nordost                |
| ---- | ---------------------- | ------------------------ | ----------------------- | ----------------- | ---------------------- |
| 1999 | Werder Bremen          | ---                      | ---                     | ---               | ---                    |
| 2000 | Werder Bremen          | Borussia Dortmund        | 1. FC Saarbrücken       | ---               | Hertha BSC             |
| 2001 | Hamburger SV           | Borussia Dortmund        | 1. FC Kaiserslautern    | FC Bayern München | Tennis Borussia Berlin |
| 2002 | Hannover 96            | FC Schalke 04            | 1. FC Kaiserslautern    | VfB Stuttgart     | Hertha BSC             |
| 2003 | Werder Bremen          | Borussia Dortmund        | 1. FC Kaiserslautern    | VfB Stuttgart     | Hertha BSC             |
| 2004 | VfL Wolfsburg          | Borussia Dortmund        | 1. FSV Mainz 05         | VfB Stuttgart     | Hertha BSC             |
| 2005 | VfL Wolfsburg          | Borussia Dortmund        | 1. FSV Mainz 05         | VfB Stuttgart     | Hertha BSC             |
| 2006 | VfL Wolfsburg          | Borussia Dortmund        | 1. FC Kaiserslautern    | TSV 1860 München  | Hertha BSC             |
| 2007 | Hamburger SV           | Borussia Mönchengladbach | 1. FC Kaiserslautern    | FC Bayern München | Hertha BSC             |
| 2008 | FC St. Pauli           | ---                      | 1. FC Kaiserslautern II | ---               | Hertha Zehlendorf      |
| 2009 | SC Weyhe               | ---                      | FK Pirmasens            | ---               | 1. FC Union Berlin     |
| 2010 | FC St. Pauli           | ---                      | 1. FSV Mainz 05         | ---               | Dynamo Dresden         |
| 2011 | Werder Bremen II       | ---                      | 1. FC Saarbrücken       | ---               | RB Leipzig             |
| 2012 | Werder Bremen II       | ---                      | 1. FC Kaiserslautern    | ---               | FC Rot-Weiß Erfurt     |
| 2013 | Eintracht Braunschweig | ---                      | 1. FC Saarbrücken       | ---               | Hertha BSC II          |
| 2014 | Hamburger SV II        | ---                      | 1. FC Saarbrücken       | ---               | Tennis Borussia Berlin |
| 2015 | TSV Havelse            | ---                      | 1. FSV Mainz 05 II      | ---               | Energie Cottbus        |
| 2016 | Holstein Kiel          | ---                      | 1. FC Kaiserslautern II | ---               | RB Leipzig II          |
| 2017 | Hannover 96            | ---                      | 1. FSV Mainz 05 II      | ---               | Energie Cottbus        |
| 2018 | VfL Wolfsburg II       | ---                      | 1. FSV Mainz 05 II      | ---               | Hertha BSC II          |
| 2019 | Hamburger SV II        | ---                      | 1. FSV Mainz 05 II      | ---               | FC Carl Zeiss Jena     |
| 2020 | Holstein Kiel          | ---                      | 1. FC Kaiserslautern    | ---               | Hertha BSC II          |
| 2021 | Keine Meister          | Keine Meister            | Keine Meister           | Keine Meister     | Keine Meister          |
| 2022 | VfL Wolfsburg II       | ---                      | 1. FC Saarbrücken       | ---               | 1. FC Magdeburg        |
| 2023 | VfL Wolfsburg II       | ---                      | 1. FC Kaiserslautern    | ---               | Hertha BSC II          |
| 2024 | Niendorfer TSV         | ---                      | 1. FC Saarbrücken       | ---               | RB Leipzig II          |

## Männliche C-Junioren
Zuerst führte der Norddeutsche Fußballverband 2004 die Regionalliga für die männliche C-Jugend ein. Ab der Saison 2006/07 führte dann auch der Westdeutsche Fußballverband eine Regionalliga, die aus dem bereits seit 2000 ausgetragenen U-15-Nachwuchscup hervorging, an welchem zuvor die C-Jugend-Teams der Herren-Bundesligisten sowie derjenigen Amateurvereine teilnahmen, deren A- bzw. B-Jugend in der Bundes- bzw. Regionalliga spielten. Als dritter Regionalverband führte zur Saison 2009/10 schließlich der Südwestdeutsche Regionalverband eine Regionalliga in dieser Altersklasse ein. Im gleichen Spieljahr wurde auch die Regionalliga Mitteldeutschland eingerichtet, an der die Vereine des Nordostdeutschen Regionalverbands mit Ausnahme der Teams aus Mecklenburg-Vorpommern und Berlin teilnehmen – dennoch nahm Hertha BSC als Gastmannschaft am Spielbetrieb teil und wurde erster Mitteldeutscher Meister. Der Süddeutsche Regionalverband gründete zur Saison 2010/11 eine Regionalliga. Im Jahre 2015 wurde die Mitteldeutsche Regionalliga gegen eine Regionalliga Nordost ersetzt. Zwei Jahre später erhielt Bayern eine eigene Regionalliga.
Die Saison 2019/20 konnte aufgrund der COVID-19-Pandemie ab März 2020 nicht fortgeführt werden. Da die Mannschaften in einigen Staffeln nicht die gleiche Anzahl an Spielen absolviert hatten, wurden die Platzierungen mittels einer Quotientenregelung (Punkte geteilt durch Spiele) ermittelt. Die Saison 2020/21 konnte aufgrund der Corona-Pandemie ab November 2020 nicht mehr fortgeführt werden. Da nur wenige Spiele absolviert worden waren, wurde die Saison nicht gewertet.
| Jahr | Nord          | West                     | Südwest              | Süd                 | Nordost         | Bayern            |
| ---- | ------------- | ------------------------ | -------------------- | ------------------- | --------------- | ----------------- |
| 2005 | Werder Bremen | ---                      | ---                  | ---                 | ---             | ---               |
| 2006 | Werder Bremen | ---                      | ---                  | ---                 | ---             | ---               |
| 2007 | Werder Bremen | Borussia Mönchengladbach | ---                  | ---                 | ---             | ---               |
| 2008 | Werder Bremen | FC Schalke 04            | ---                  | ---                 | ---             | ---               |
| 2009 | Werder Bremen | Borussia Dortmund        | ---                  | ---                 | ---             | ---               |
| 2010 | Werder Bremen | Borussia Mönchengladbach | 1. FSV Mainz 05      | ---                 | Hertha BSC      | ---               |
| 2011 | Hannover 96   | Bayer 04 Leverkusen      | 1. FC Kaiserslautern | VfB Stuttgart       | Hertha BSC      | ---               |
| 2012 | Werder Bremen | Bayer 04 Leverkusen      | 1. FC Saarbrücken    | TSG 1899 Hoffenheim | Hertha BSC      | ---               |
| 2013 | Hamburger SV  | Borussia Dortmund        | 1. FSV Mainz 05      | TSG 1899 Hoffenheim | RB Leipzig      | ---               |
| 2014 | VfL Wolfsburg | Bayer 04 Leverkusen      | 1. FSV Mainz 05      | Eintracht Frankfurt | Hertha BSC      | ---               |
| 2015 | FC St. Pauli  | 1. FC Köln               | 1. FC Kaiserslautern | VfB Stuttgart       | 1. FC Magdeburg | ---               |
| 2016 | VfL Wolfsburg | Borussia Dortmund        | 1. FSV Mainz 05      | TSG 1899 Hoffenheim | RB Leipzig      | ---               |
| 2017 | VfL Wolfsburg | Borussia Dortmund        | 1. FSV Mainz 05      | VfB Stuttgart       | RB Leipzig      | ---               |
| 2018 | Werder Bremen | Borussia Dortmund        | 1. FSV Mainz 05      | TSG 1899 Hoffenheim | RB Leipzig      | FC Bayern München |
| 2019 | Werder Bremen | Borussia Dortmund        | 1. FSV Mainz 05      | VfB Stuttgart       | Hertha BSC      | FC Bayern München |
| 2020 | Werder Bremen | MSV Duisburg             | 1. FSV Mainz 05      | VfB Stuttgart       | Hertha BSC      | FC Bayern München |
| 2021 | Keine Meister | Keine Meister            | Keine Meister        | Keine Meister       | Keine Meister   | Keine Meister     |
| 2022 | VfL Wolfsburg | Borussia Mönchengladbach | 1. FC Kaiserslautern | Eintracht Frankfurt | Hertha BSC      | FC Bayern München |
| 2023 | Hannover 96   | Borussia Mönchengladbach | 1. FC Kaiserslautern | VfB Stuttgart       | RB Leipzig      | FC Bayern München |
| 2024 | VfL Wolfsburg | 1. FC Köln               | 1. FC Kaiserslautern | VfB Stuttgart       | Hertha BSC      | FC Bayern München |

## Weibliche B-Jugend
Zur Saison 2009/10 führten der west- und der südwestdeutsche Fußballverband eine Regionalliga für B-Juniorinnen ein. 2012 wurden sie bundesweit durch die B-Juniorinnen-Bundesliga als höchste Spielklasse abgelöst.
Die Saison 2019/20 konnte aufgrund der COVID-19-Pandemie ab März 2020 nicht mehr fortgeführt werden. Bis dahin hatten die Mannschaften der West-Staffel zwischen 14 und 17 von 22 ausgetragen. In der Südwest-Staffel wurden 12 von 18 Spielen ausgetragen. Aufgrund unterschiedlichen Anzahl an Spielen in der West-Staffel wurden die Platzierungen mittels einer Quotientenregelung (Punkte geteilt durch Spiele) ermittelt. Die Saison 2020/21 konnte wegen der Corona-Pandemie ab November 2020 nicht mehr fortgeführt werden. Da bis dahin nur wenige Spiele absolviert worden waren, wurde die Saison nicht gewertet.
Zur Saison 2025/26 führt der Norddeutsche Fußball-Verband ebenfalls eine B-Juniorinnen-Regionalliga ein.
| Jahr | West                        | Südwest                 |
| ---- | --------------------------- | ----------------------- |
| 2010 | FCR 2001 Duisburg           | SC 07 Bad Neuenahr      |
| 2011 | FSV Gütersloh 2009          | SC 07 Bad Neuenahr      |
| 2012 | FSV Gütersloh 2009          | 1. FC Saarbrücken       |
| 2013 | Borussia Mönchengladbach II | FSV Viktoria Jägersburg |
| 2014 | MSV Duisburg                | TuS Issel               |
| 2015 | FC Iserlohn 46/49           | 1. FFC Montabaur        |
| 2016 | 1. FC Köln II               | TSV Schott Mainz        |
| 2017 | 1. FC Köln II               | FC Speyer 09            |
| 2018 | SGS Essen II                | SV Rengsdorf            |
| 2019 | DJK Arminia Ibbenbüren      | SC 13 Bad Neuenahr      |
| 2020 | SSV Rhade                   | TuS Issel               |
| 2021 | Keine Meisterinnen          | Keine Meisterinnen      |
| 2022 | SGS Essen                   | TSV Schott Mainz        |
| 2023 | DSC Arminia Bielefeld       | 1. FFC Kaiserslautern   |
| 2024 | Borussia Mönchengladbach II | SV Elversberg           |
| 2025 | Bayer 04 Leverkusen         | 1. FC Saarbrücken       |